# Peter von Bartholémy
Báró Peter von Bartholémy  (Malmedy, 1771. szeptember 26. – Bécs, 1832. február 7.) 
Császári-királyi ezredes, a Katonai Mária Terézia-rend lovagkeresztese. 1824-től az 51. (Mecséry) gyalogezred parancsnoka 

## Élete és pályafutása
1771. szeptember 26-án született Malmedyben. Édesapja Albert Josef Bartholemy, édesanyja pedig lánykori nevén Maria Leonard. Keresztségben a Peter Matthias Josef nevet kapta keresztapja, édesanyja testvére Peter Matthias Leonard után. Tanulmányai során retorikát tanult az aacheni kollégiumban majd a Pesti Egyetemen filozófiát. 
A kirobbanó török háború alatt 1789 júniusában belépett a 19. (Alvinczy) gyalogezredbe, mint zászlós. 1793-ban ezredével az itáliai hadszíntérre került. 1794. szeptember elsejétől alhadnaggyá léptették elő. 1796. április 15-én megvívott dego-i csatában francia hadifogságba kerül. 1796 őszén már újra az ezredénél volt, és az 1796. november 2-án Segonzanonál megvívott csatában bátorságáért tábornoki dicséretben részesült. A piazze-i ütközetben két nappal később két alhadnagy társával önként jelentkezve önkénteseikkel sikeresen rohanták meg a francia állásokat, és visszaszorították ellenséget az általa birtokolt magaslatról. 1796. november 6-án Calliano-nál újabb dicséretben részesült, de ismét francia hadifogságba esett.
1797 júniusától főhadnagy. A második koalíciós háború (1799-1802) alatt újra Itáliában harcolt. 1800. május 13-án a Monte Cretonál és Torazzonál vívott csatában megsebesült.
1805. szeptember elsejétől százados. 1809. május 8-án a Piave mellett gyalogezrede 3. zászlóaljának parancsnokaként sikeresen vert vissza két támadó francia lovasezredet, ezzel fedezve a császári-királyi csapatok visszavonulását. Tettéért 1810-ben megkapta a Katonai Mária Terézia Rend lovagkeresztjét. 1809-ben részt vett a június 12.-i pápai ütközetben és a június 14-én vívott győri csatában is.
1811. június 9-én bárói rangra emelték. Az 1812-es oroszországi hadjáratból kimaradt, mivel gránátos századosként az ezred gránátos osztályával Bécsben tartózkodott. 
Az 1813 szeptemberétől őrnagy. Az 1813. október 16-18-ig tartó lipcsei csatában ezrede 1. zászlóaljának ideiglenes parancsnokaként harcolt. 18-án a francia jobbszárny ellen indított támadás során harmadszor is francia fogságba esett. Szerencséjére két nap múlva porosz huszárok kiszabadították. Végigharcolta az 1814-es franciaországi hadjáratot, és az év májusában a 2.,19. és a 33. gyalogezred gránátos századaiból alakult zászlóalj parancsnoki posztjával jutalmazták.
1815. október 7-én alezredessé nevezték ki. 1818 tavaszán áthelyezték az 51. (Mecséry) gyalogezredbe, ahol ugyancsak az ezred gránátosait tömörítő zászlóalj parancsnoka (31.,51., 60. gyalogezredek gránátosai) lett, és részt vesz velük az 1820-as Nápoly elleni hadjáratban.
1824-ben ezredessé és az ezred parancsnokává nevezték ki. 1827-ben megkapta a szicíliai Szent György-rend parancsnoki keresztjét. 
1830. június 18-án 300 guldenes éves nyugdíjjal nyugalmazták 40 éves aktív katonai szolgálat után. 1832. február 7-én hal meg Bécsben 61 évesen.